# Мокротин Колонія

## Історія
Мокротин Колонія (пол. Mokrotyn-Kolonia) — німецька колонія, яка розміщувалась на території сучасних сіл Мокротин та Відродження. 
Близько 1790 року поселено тут німецьких колоністів з Надрейнського палатинату і закладено колонію Deutsch Mokrotyn. Колоністи насадили в Мокротині багато ревеню (Rheum palmatum L.), однак уряд заборонив його вирощування. У 1880 році тут було 157 жителів. Колоністи були римо-католиками.

Станом на 1808 р. у Мокротині проживало 80 католиків. 

В поселенні проживало 12 німецьких родин. Поселення займало 4,4 га для 10 господарств. В Мокротині одна колонія і цегельня практично вже щезли (залишились дві хати), у другій були поселені переселенці з Польщі. Колонія не стала державним селом. Всі будинки доглянуті. Збереглась дерев’яна
різьблена і кована огорожі, скорботна Матір Божа і хрести..